# Kosztowy
Kosztowy (niem. Kosztow) – dzielnica Mysłowic.

## Położenie
Jest południową dzielnicą miasta, graniczy od południa z Imielinem, a także z Dziećkowicami, Krasowami i Brzezinką. Przechodzi przez nią droga wojewódzka nr 934 (Katowice – Bieruń), droga ekspresowa S1 (DK1) (Gdańsk – Bielsko-Biała) oraz linia kolejowa Katowice – Oświęcim wraz ze stacją kolejową. Dzielnica leży na obszarze Wyżyny Śląskiej. Przez Kosztowy przepływa Rów Kosztowski, dopływ Przemszy.
Kosztowy posiadają herb: w błękitnym polu tarczy poziomo ustawiona piła i skrzyżowane nad nią hebel (strug), klin i osiek.

## Historia
Jako wieś funkcjonowała już w okresie średniowiecza. Najstarsza wzmianka pochodzi z 1391 r., kiedy to książę opawsko-raciborski Jan II Żelazny podarował ją wraz z Imielinem i Chełmem (i swoimi prawami książęcymi) biskupom krakowskim. Odtąd były przedmiotem sporu granicznego między Polską, a państwami które władały Górnym Śląskiem. Po wojnach śląskich, zawładnąwszy Śląskiem, król pruski Fryderyk II oficjalnie zażądał zwrotu terytorium i zapłacenia zaległych z niego podatków. Należały do klucza lipowieckiego (często błędnie podaje się, że należały do klucza sławkowskiego). W 1789 r. własność wsi przejął polski Skarb Państwa, ale w 1795 r. na skutek III rozbioru została przyłączona do Prus. Jednak już w 1807 r. do wsi wkroczyły wojska francuskie, którymi dowodził marszałek Jean Lannes, co skutkowało powrotem Kosztów do państwa polskiego w postaci Księstwa Warszawskiego. W czasie kongresu wiedeńskiego ponownie wybuchł spór terytorialny odnośnie Kosztów i dopiero w 1818 roku ostatecznie potwierdzono ich przynależność do Królestwa Prus. Od 1871 r. Kosztowy należały do Cesarstwa Niemieckiego, a od 1922 r. do Polski. W 1813 r. powstała w Kosztowach pierwsza kopalnia węgla kamiennego Kostower Grube, przemianowana na „Józefka” (istniała do 1929 roku, a obecnie na jej terenie znajduje się apteka, sklep i basen), a następnie dwie huty cynku „Eduard” i „Teresa”. W XIX w. zbudowano także przez Kosztowy linię kolejową, stację i brukowaną ulicę.
W 1910 r. w miejscowości mieszkało 1538 osób z czego 1457 mówiło językiem polskim, 3 polskim i niemieckim, a 78 niemieckim. W wyborach komunalnych jakie odbyły się w listopadzie 1919 r. mieszkańcy oddali 602 głosy na polską listę na ogólną sumę 652 zdobywając wszystkie 9 mandatów. Podczas plebiscytu z 891 uprawnionych do głosowania 804 głosowało za przyłączeniem do Polski. W miejscowości działały polskie organizacje społeczne i kulturalne m.in. od 1918 r. 16 osobowe gniazdo śląskiej dzielnicy Polskiego Towarzystwa Gimnastycznego „Sokół” kierowanego przez Tomasza Klimczoka, a od kwietnia 1920 r. koło Związku Towarzystw Polek. Mieszkańcy wsi licznie wstępowali w szeregi walczących podczas Powstań Śląskich (ich walki upamiętnia płyta pamiątkowa w centralnej części dzielnicy).
15 czerwca 1931 roku w Kosztowach urodził się Jerzy Chromik - późniejszy olimpijczyk (jego imię nosi Szkoła Podstawowa Nr.16).
23 czerwca 1976 roku otwarto RTCN Katowice/Kosztowy - obecnie jest to najwyższa budowla w Polsce.
W 1976 r. urządzono w Kosztowach kaplicę, na bazie której uzyskano pozwolenie na budowę kościoła. W 1981 r. powstała kosztowska parafia. Kościół poświęcono w 1992 roku.
Na początku lat 80. zbudowano osiedle domów dla rodzin górniczych zwane potocznie Sigmami (firma, które je wybudowała, nosiła nazwę ,,Sigma"). 
W latach 1945–1954 siedziba gminy Kosztowy, a w latach 1954–1973 gromady Kosztowy. W latach 1973–1975 w gminie Wesoła. 27 maja 1975 włączone wraz z gminą Wesoła (i miastem Wesoła) do Mysłowic.
Kosztowy miały przysiółek o nazwie Biały Brzeg, który został przyłączony do Mysłowic już w 1961 roku. Przestał on istnieć w latach 60. na skutek budowy kolei piaskowej. Jedyną jego pozostałością jest ul. Białobrzeska, która wzięła swą nazwę z racji bycia główną drogą prowadzącą na położony nad Przemszą przysiółek.

## Charakterystyka
Dużo domów jedno- i wielorodzinnych i parę starych kamieniczek przy rynku, przy którym stoi też pomnik Powstańców Śląskich. W północnej części dzielnicy domki z tzw. nowego budownictwa. Na terenie Kosztów znajduje się szkoła podstawowa, stadion (klub Unia Kosztowy), kościół, OSP, bary, sklepy, restauracje, duża liczba kapliczek (najstarsza z 1827 r.) i krzyży przydrożnych.
W najbliższej okolicy zlokalizowany jest maszt radiowo-telewizyjny Katowice – Kosztowy wykorzystywany m.in. przez TVP, Polsat, TVN, Polskie Radio, RMF FM. Znajduje się on na terenie dzielnicy Wesoła.

## Galeria

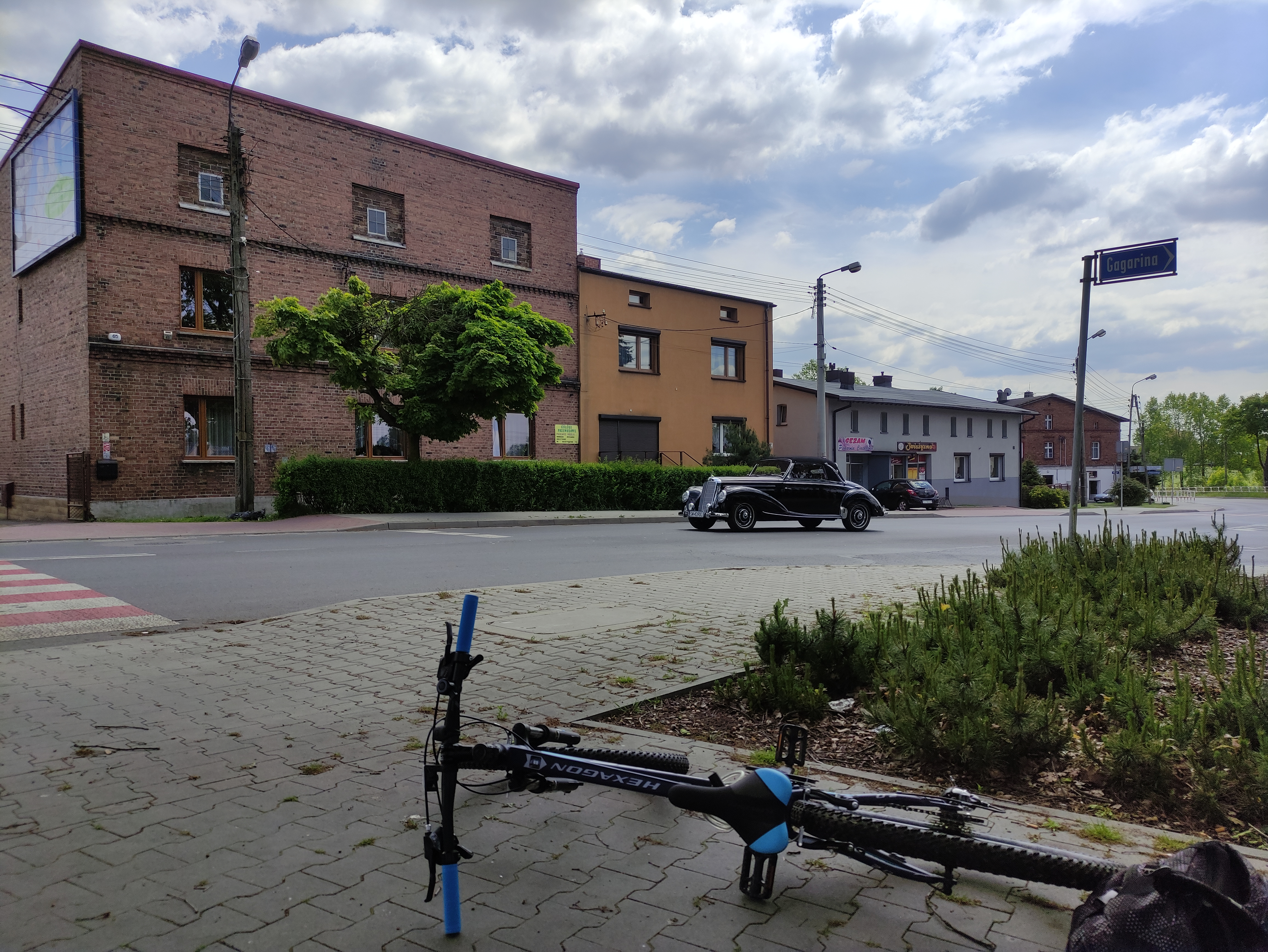
Rynek w Kosztowach (2021)
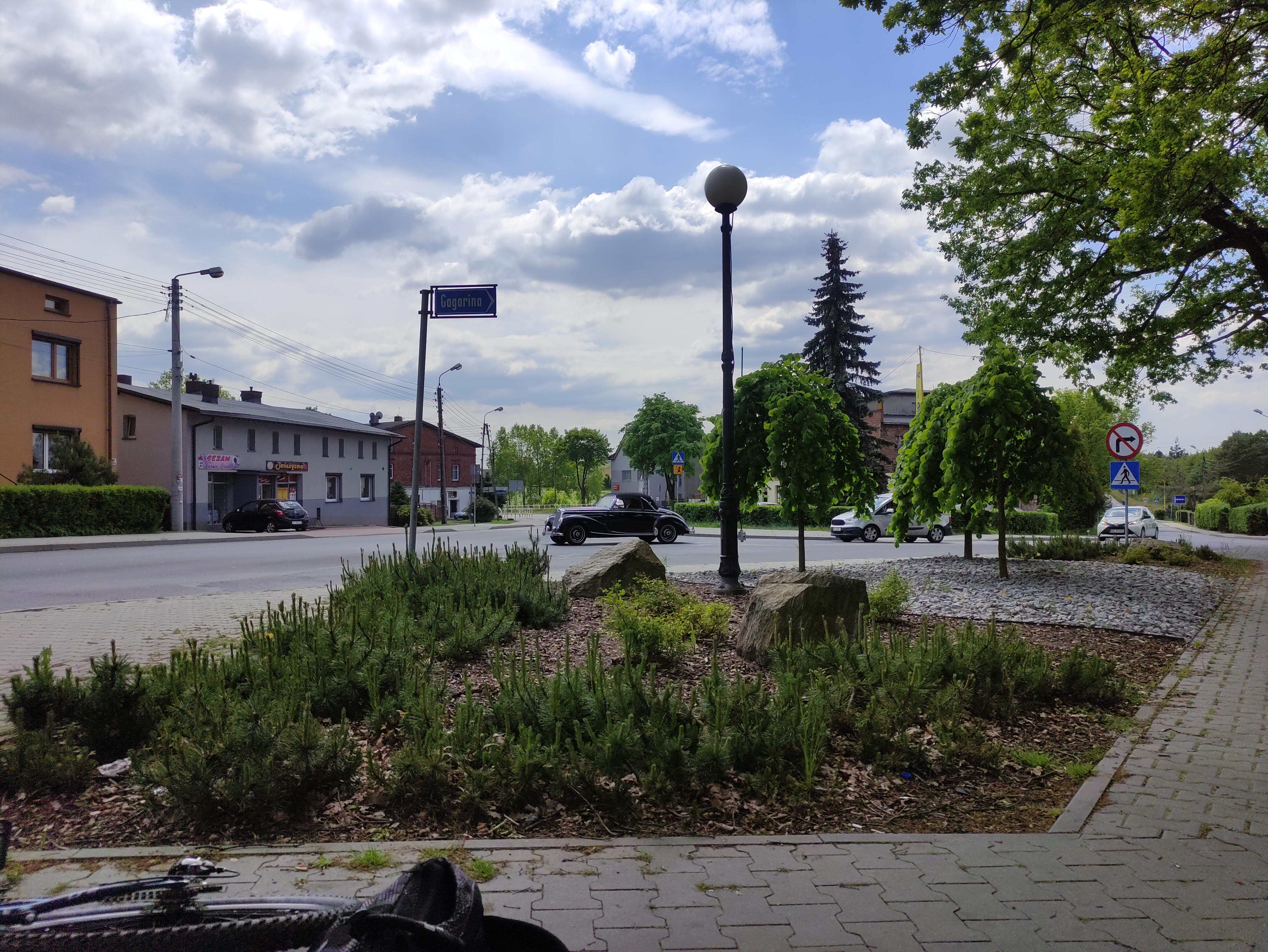
Rynek w Kosztowach (2021)
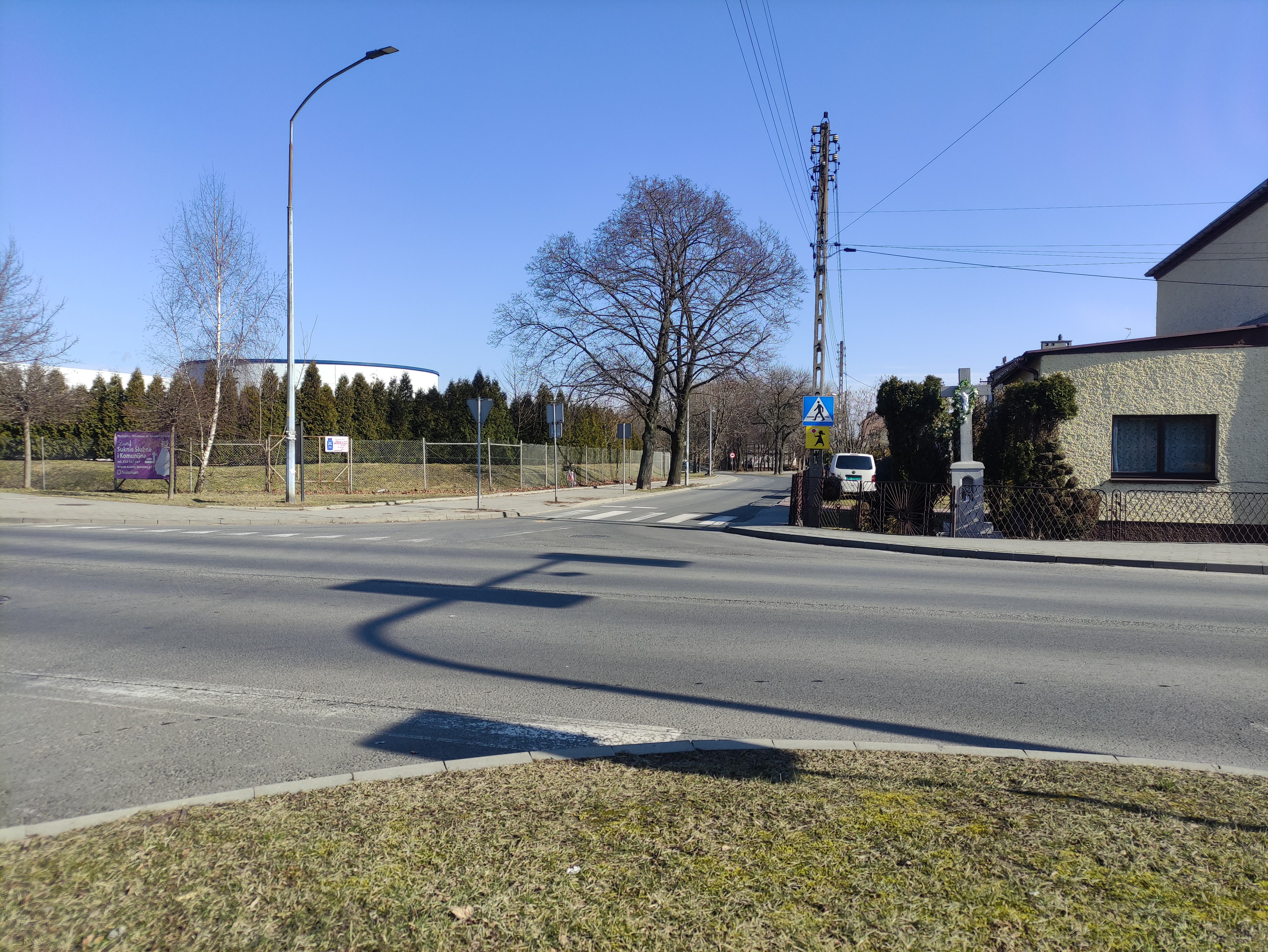
Skrzyżowanie ulic A. Dzióbka, Kosztowskiej i H. i J. Fików (2022)
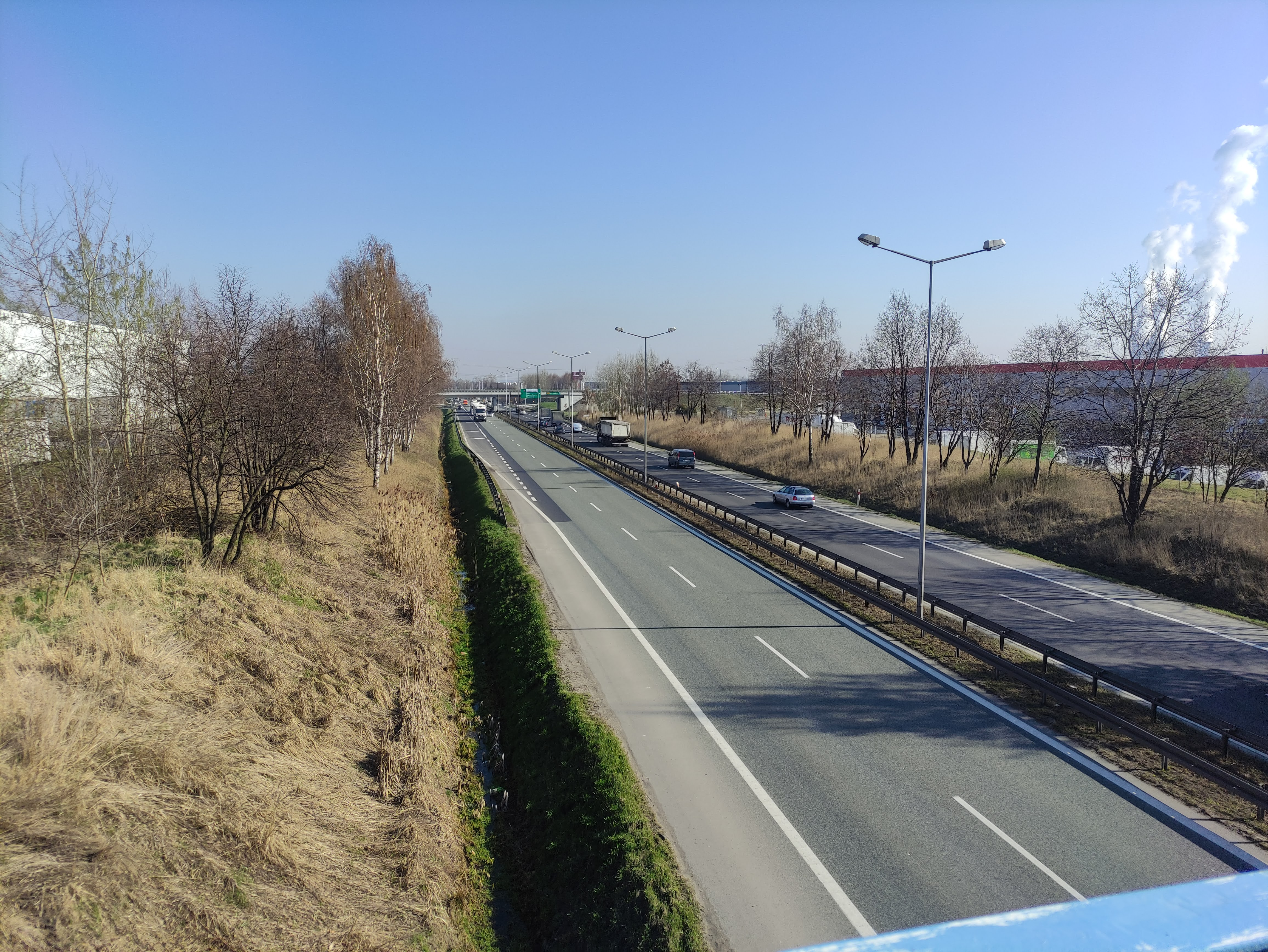
Widok na S1 i hale logistyczne z wiaduktu na ulicy A. Dzióbka (2022)
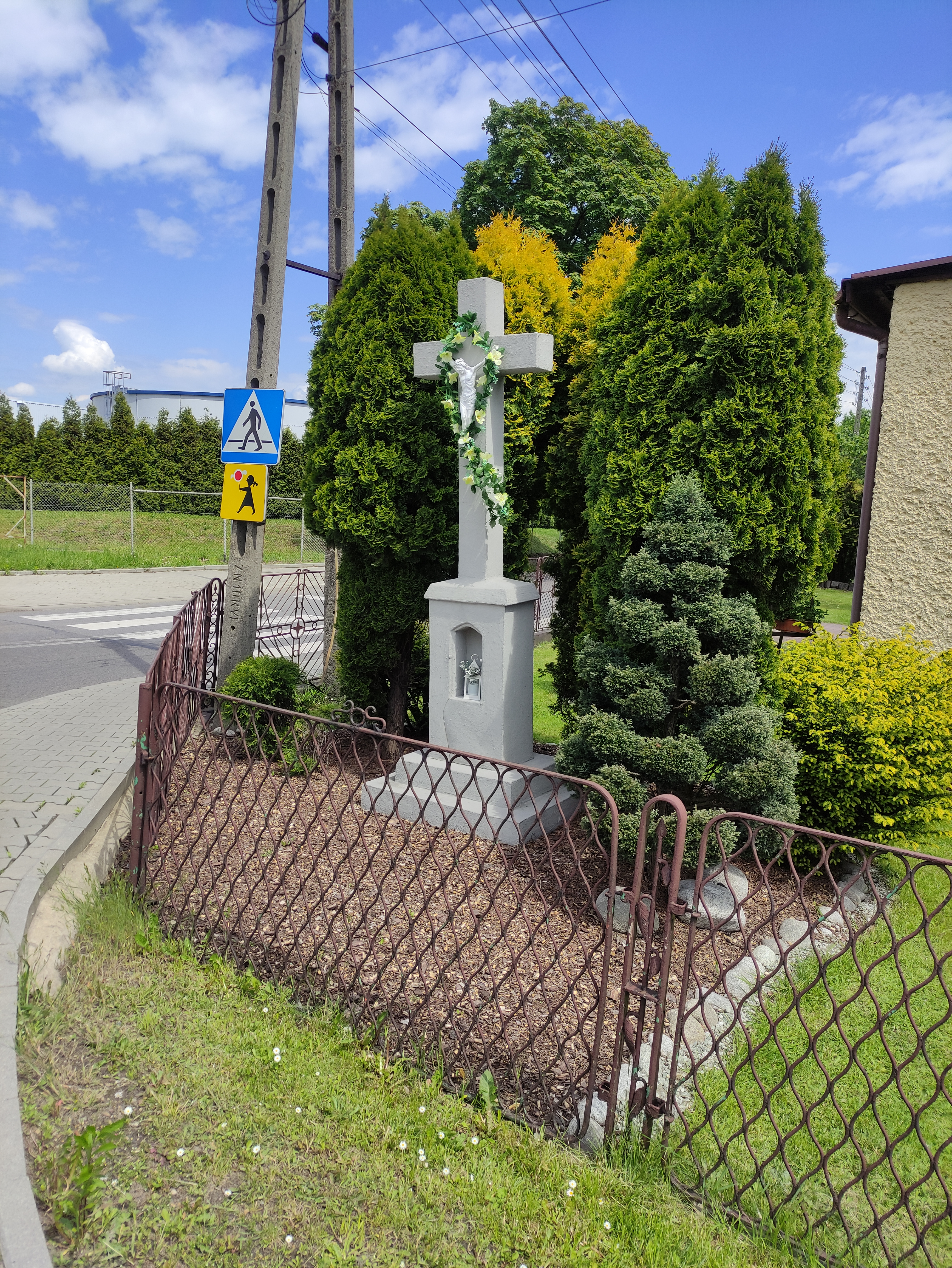
Kapliczka przy ulicy A. Dzióbka (2021)
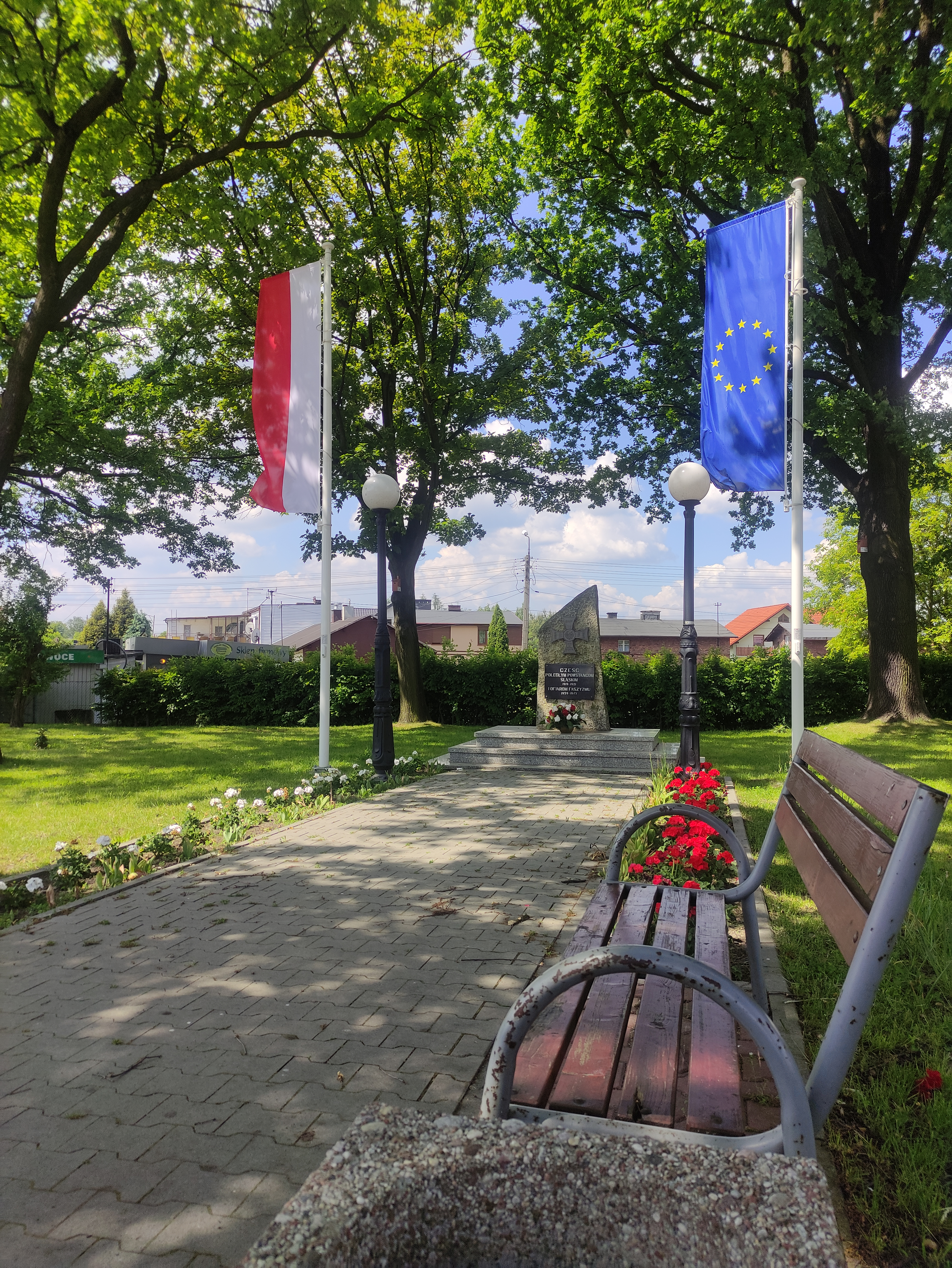
Pomnik Powstańców Śląskich i Ofiar Faszyzmu (2021)
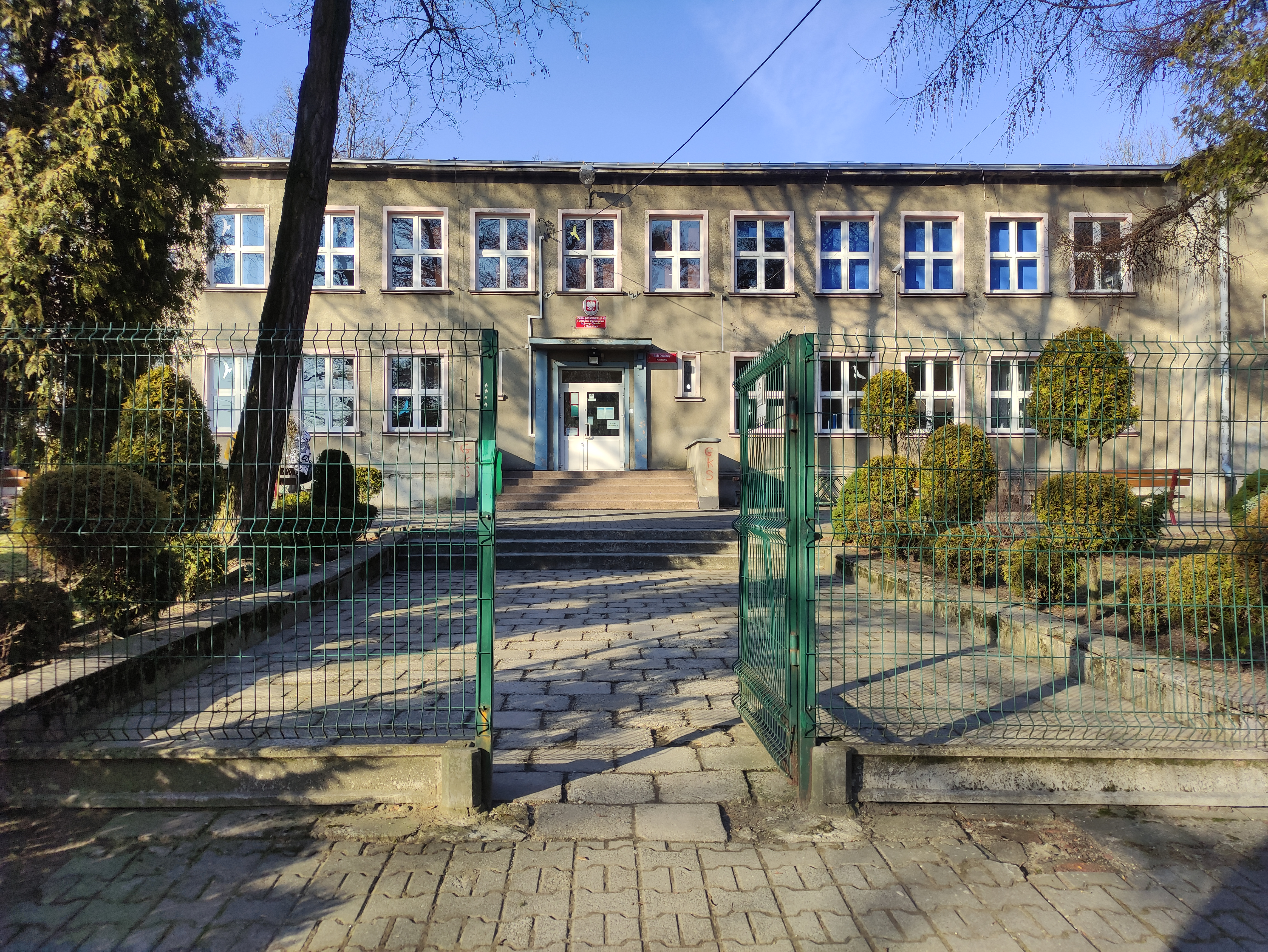
Szkoła Podstawowa nr 16 z oddziałami dwujęzycznymi, im. Jerzego Chromika
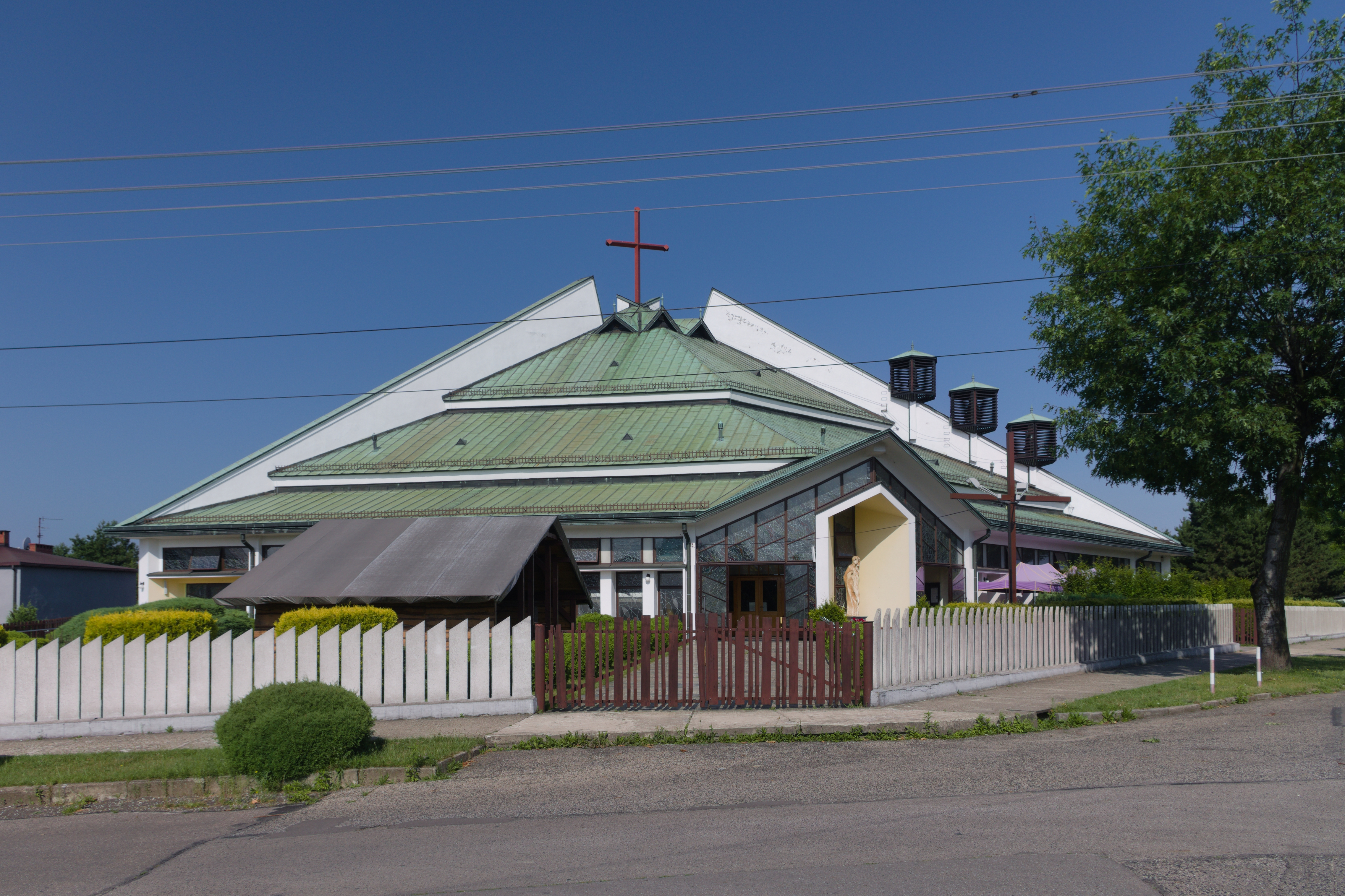
Parafia pw. Matki Bożej Częstochowskiej w Kosztowach (2021)